# Juicio oral (Colombia)

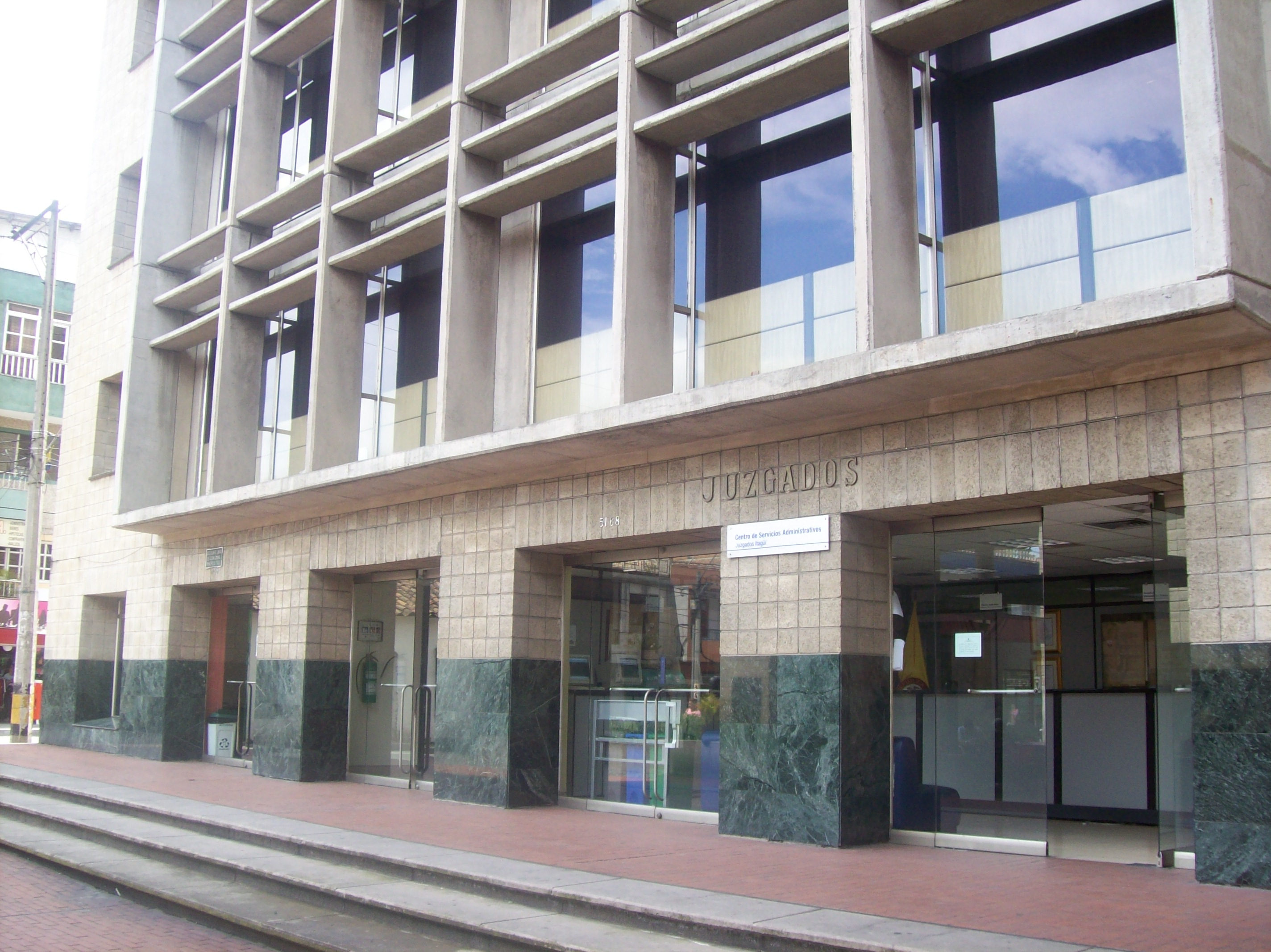
Entrada a los juzgados en el CAM de Itagüí, donde se practica el juicio oral y otros procesos judiciales.

El Juicio oral en Colombia es el principal espacio de administración de justicia penal dentro del Sistema Acusatorio aplicado en Colombia según la Constitución Colombiana de 1991.
Las funciones de acusar, defender y juzgar se encomiendan a sujetos diferenciados e independientes entre sí (Fiscal, Defensa y Juez respectivamente); el imputado es considerado un sujeto del proceso, titular de derechos, a quien se lo respeta en su dignidad humana y se le garantiza el derecho de defensa, prohibiéndose obligarlo a colaborar con la investigación y a declarar contra sí mismo. En los procesos penales, la fiscalía representa al estado y tiene a su disposición a la policía judicial (CTI, DIJIN y anteriormente el DAS; En los lugares del territorio nacional donde no hubiere miembros de policía judicial de la Policía Nacional, estas funciones las podrá ejercer la Policía Nacional. Artículo 201, Código de Procedimiento Penal) sus investigadores y laboratorios; la defensa tiene que organizar y pagar su propia averiguación, habiendo ayuda legal para las personas que no puedan proveerse de ella, por parte del sistema nacional de defensoría.

## Historia

### Sistema Inquisitivo
Antes de la promulgación de la Constitución de 1991, el proceso de acusación penal era llevado por un juez de instrucción criminal, el cual realizaba los interrogatorios y demás funciones investigativas dentro del proceso, de la misma manera que lo realizan los magistrados de la corte suprema en las salas especiales de instrucción. Este modelo, junto al de los jurados de conciencia, por su sentido arcaico y por otras razones, fue reemplazado por el sistema acusatorio, creando un órgano de acusación, siendo este la Fiscalía General de la Nación.

### Juicio con Jurado

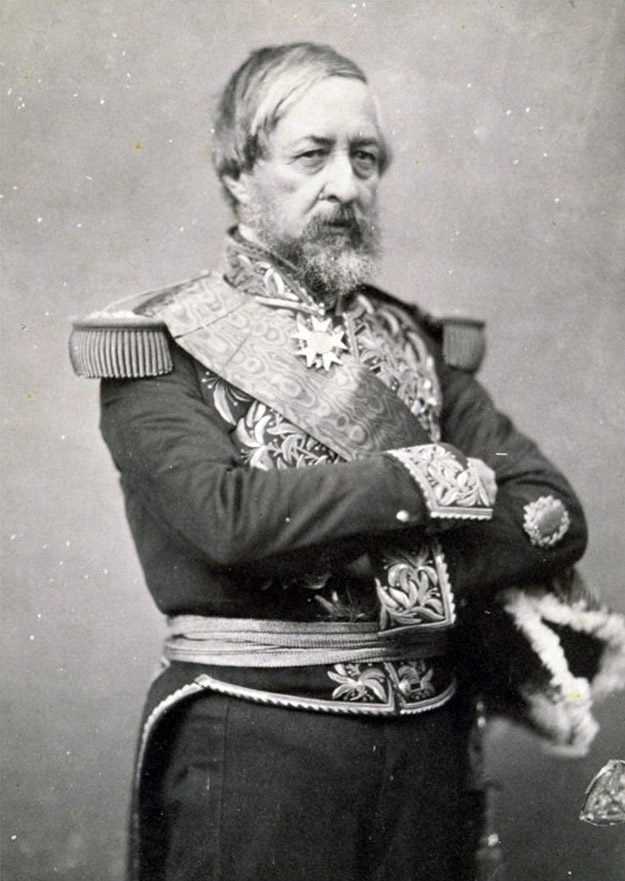
José Hilario López, presidente de la Nueva Granada entre 1849 y 1853

## Proceso penal

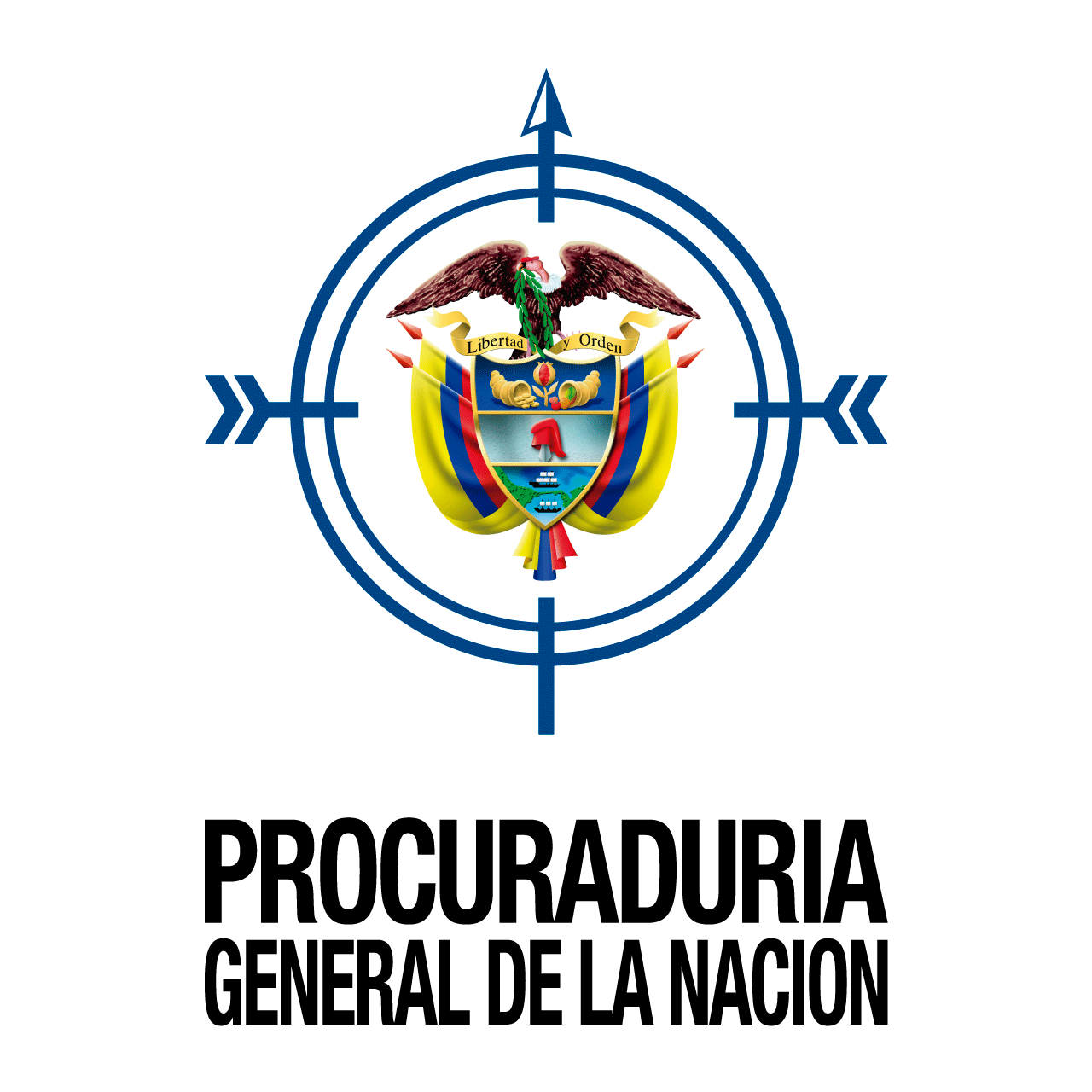
Logo de la Procuraduría General de la Nación, cabeza del Ministerio Público en Colombia.

### Partes e intervinientes del proceso
Según el Título IV, CPP.
- Fiscalía General de la Nación
- Defensa
- Imputado
- Víctimas (Circunstancialmente, pueden ser representadas en el proceso)
- Ministerio Público (Art. 109, CPP "El Ministerio Público intervendrá en el proceso penal cuando sea necesario, en defensa del orden jurídico, del patrimonio público, o de los derechos y garantías fundamentales")

### Indagación e investigación
1. Actuaciones de la Fiscalía y de los entes de policía judicial.
  1. Inspección del lugar de los hechos, cadáveres, entrevistas, embalaje, custodia de material probatorio, traslado a laboratorio, etc, por parte del ente de policía judicial y realiza informe al fiscal delegado.
  2. El fiscal delegado evalúa el caso en base a las actividades realizadas por la policía judicial, pudiendo archivar el caso o no (Artículo 78, CPP)
  3. Se llevan a cabo actividades en coordinación con la policía judicial, siendo estas necesarias de control judicial o no (de necesitarlas, se debe solicitarlo a un juez de control de garantías (Audiencia de control de garantías)
2. Imputación del fiscal ante juez de control de garantías (Audiencia de imputación de cargos)
  - Si el acusado acoge las formas anticipadas de terminación (Preacuerdo con Fiscalía, aceptación de la imputación), se realiza directamente la audiencia de proferimiento de sentencia de un juez de conocimiento, para una posterior ejecución de penas.
  - Si el acusado no acoge las formas anticipadas de terminación, el fiscal inicia la recolección de pruebas, si el fiscal no solicita preclusión del caso, se pasa a la presentación de escrito de acusación.

### Juzgamiento
1. Presentación de escrito de acusación ante juez de conocimiento (Audiencia de formulación de acusación)
2. Preparación del juicio ante juez de conocimiento (Audiencia preparatoria)
3. Juicio oral ante juez de conocimiento y anuncio del sentido del fallo. Posterior audiencia de proferimiento de la sentencia del juez.
  - Si el juez de conocimiento absuelve al acusado, se suspende el ejercicio de la acción penal
  - Si el juez de conocimiento no absuelve al acusado, sino que profiriese sentencia condenatoria, el proceso pasa a manos de un juez de ejecución de penas.
    - Si la víctima, el fiscal, o el ministerio público solicitan incidente de reparación integral, el juez de conocimiento abrirá incidente y celebrara una audiencia pública.
      - Si el juez admite la pretensión, se celebra una audiencia de conciliación y prueba, ejecutándose una decisión al respecto.
      - Si el juez no admite la pretensión, se finaliza el ejercicio de la acción penal con sentencia condenatoria.

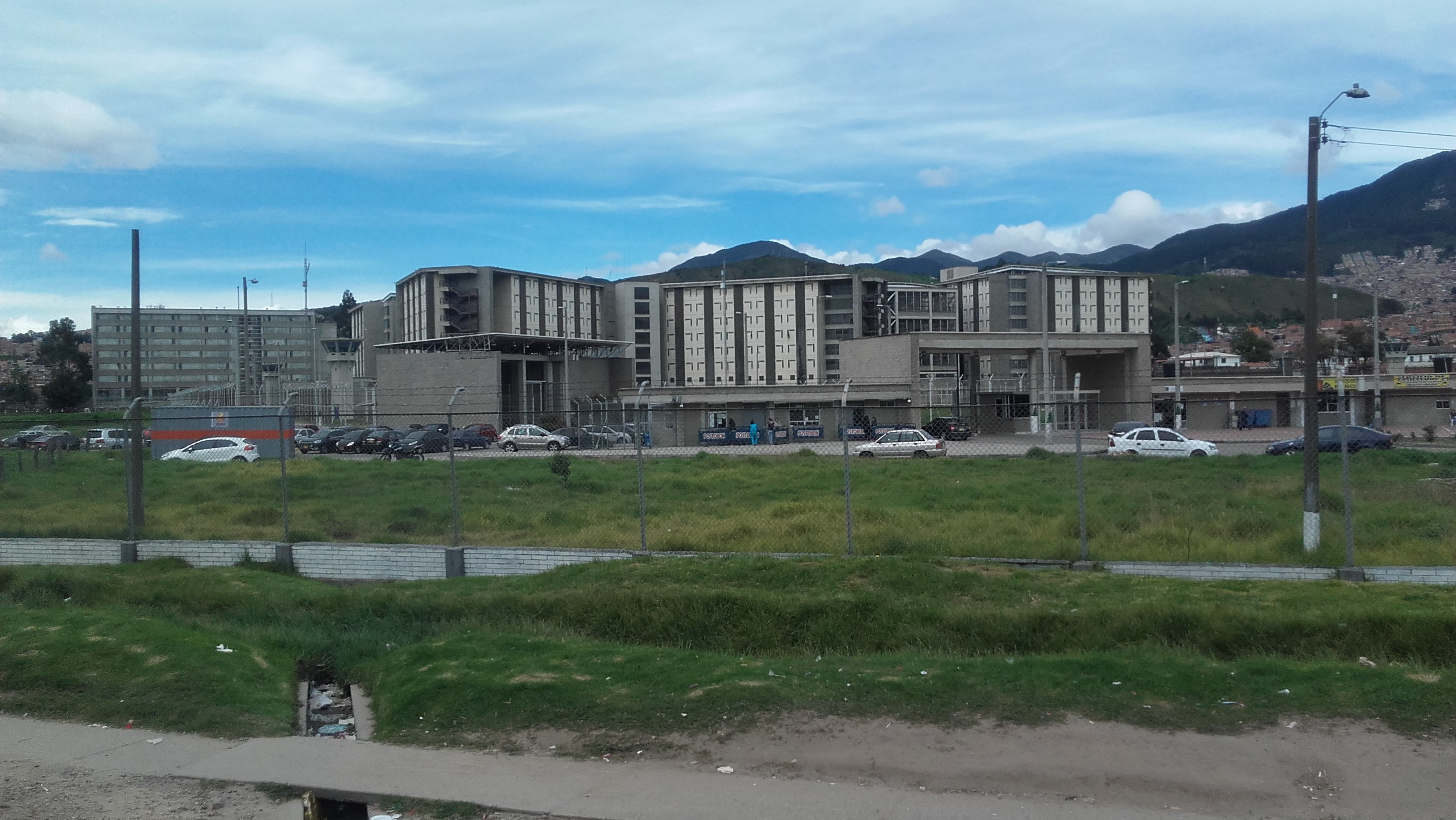
Complejo Carcelario y Penitenciario Metropolitano de Bogotá, uno de los centros de reclusión penal más famosos del país.

### Ejecución de penas
- Juez de ejecución de penas, en coordinación con las autoridades administrativas y con la sentencia en firme, ejecuta la respectiva pena.
  - Las decisiones del juez de ejecución son susceptibles a recurso de reposición y apelación.